# ロイドの人気者
『ロイドの人気者』（The Freshman）は、1925年のアメリカ合衆国の映画である。チャールズ・チャップリン、バスターキートンと並ぶ三大喜劇王のハロルド・ロイドのプロデュース、主演作品。
1990年、本作は「文化的、歴史的、または美的に重要である」として、アメリカ議会図書館によって米国国立フィルム登録簿への保存対象に選ばれ、投票の2年目に追加され、栄誉を受けた最初の50本の映画の1つとなった。
1926年度キネマ旬報社優秀映画外国映画投票９位。

## キャスト
出典：
- ハロルド・ラム - テイト大学の新入生：ハロルド・ロイド
- ペギー - 下宿屋の娘：ジョビナ・ラルストン（英語版）
- 大学の悪党 - ハロルドを虐める：ブルックス・ベネディクト（英語版）
- チェット・トラスク - 大学のヒーローでフットボール部の選手：ジェームズ・アンダーソン
- カレッジ・ベル：ヘイゼル・キーナー（英語版）
- 大学専属洋服屋：ジョセフ・ハリントン
- フットボールのコーチ：パット・ハーマン（英語版）
- 本人：ピート・ザ・パップ（英語版）

## 製作
1920年代の半ば近くからアメリカ映画ではカレッジ物が流行しはじめた。これと並んでアメリカンフットボールと野球を双璧とするスポーツものが流行し、カレッジ物にスポーツを絡ませるパターンが出来上がり、本作はこのパターンの最初の記録的ヒット作品である。

## 興行
1925年の本作『ロイドの人気者』の興行収入は260万ドルに及び、興行成績において同年のチャップリンの『黄金狂時代』を上回った。

## 影響
この映画の成功が、バスター・キートンの『キートンの大学生（キートンのカレッジ・ライフ）』の制作に繋がったことが指摘されている。
小津安二郎監督の『大学は出たけれど』や『和製喧嘩友達』のセットにロイド作品のポスターが使用されている。

## 評価

### ランキング
- 「AFIアメリカ映画100年シリーズ」
  - 2000年 「コメディ映画ベスト100」第79位[8]

## 著作権訴訟
アメリカのユーモア作家で作家のH・C・ウィットワーは、1929年4月にロイドを相手取り、本作をめぐって230万ドルの損害賠償を求めて訴訟を起こした。本作はウィットワーの短編小説”The Emancipation of Rodney"（1915年に初版発行）の「海賊版」であると主張した 。
ウィットワーが1929年8月9日にロサンゼルスで肝不全で亡くなったとき、訴訟は解決していなかったので、ウィットワーの未亡人が訴訟を継続し、1930年11月にロイドに対して勝訴判決を勝ち取った。
しかし控訴審では、米国控訴裁判所は判決を覆し、ウィットワーの未亡人は何も受け取らなかった。